# Gabriola Sands Park
Gabriola Sands Park är en park i Kanada.   Den ligger i Regional District of Nanaimo och provinsen British Columbia, i den sydvästra delen av landet, 3 600 km väster om huvudstaden Ottawa. Gabriola Sands Park ligger 10 meter över havet. Den ligger på ön Gabriola Island.
Terrängen runt Gabriola Sands Park är platt. Havet är nära Gabriola Sands Park åt nordväst.Närmaste större samhälle är Nanaimo, 6,6 km sydväst om Gabriola Sands Park. 
Runt Gabriola Sands Park är det tätbefolkat, med 397 invånare per kvadratkilometer.